# Hedysarum ibericum
Hedysarum ibericum är en ärtväxtart som beskrevs av Friedrich August Marschall von Bieberstein. Hedysarum ibericum ingår i släktet buskväpplingar, och familjen ärtväxter. Inga underarter finns listade i Catalogue of Life.